# Moruga fuliginea
Moruga fuliginea is een spinnensoort uit de familie Barychelidae. De soort komt voor in Queensland.